# Балканика ТВ
„Балканика мюзик телевижън“ е българска музикална телевизия, която излъчва популярна музика и съвременни хитове от всички балкански страни. Каналът стартира на 15 август 2005 г. и е част от групата на „Фен ТВ“. В началото на 2009 г. телевизията преминава към HD излъчване. В началото през 2021 каналът спира излъчването в мрежата на А1.